# Paul Toutain
Ne pas confondre avec l'écrivain normand Jean Revel
Paul Toutain, né le 10 janvier 1838 à Caen, décédé dans la même ville le 3 juin 1916, est un homme politique. Il est maire de Caen de 1879 à 1882, puis de 1896 à 1898.

## Biographie
Paul Toutain est né le 10 janvier 1838 à Caen. Son père est maître de poste à Caen. Il habite place Saint-Sauveur dans l'ancien hôtel particulier d'Auguste Donnet. Il est nommé maire de la ville le 3 mars 1879 pour remplacer Charles-Alfred Bertauld nommé à la cour de cassation. Après les élections de janvier 1881, son conseil est le premier qui compte uniquement des républicains. Ainsi, durant son premier mandat, il va s'efforcer à « républicaniser la cité ». La première étape est de laïciser les écoles congréganistes, l'école de la rue de Geôle l'est en janvier 1880 après un incident sur un élève impliquant un religieux. Puis toutes les autres écoles sont laïcisées 9 ans plus tard.
Il annonce sa démission au conseil municipal le 20 mars 1882 pour raisons personnelles. Au mois de juillet de la même année, il est élu conseiller général du canton de Caen-Ouest en remplacement de Charles-Alfred Bertauld lors d'une élection partielle. Son élection, ainsi que celle de Charles Houyvet à Mézidon assure au camp républicain la majorité au sein du conseil général.
Il est nommé chevalier de la Légion d'honneur en 1880.
Il décède à Caen le 3 juin 1916. Une rue est nommée en son honneur dans le quartier Saint-Louis aménagé dans les années 1920.

## Distinctions
- Chevalier de la Légion d'honneur (1880)